# Hapsifera multiguttella
Hapsifera multiguttella är en fjärilsart som beskrevs av Émile Louis Ragonot 1895. Hapsifera multiguttella ingår i släktet Hapsifera och familjen äkta malar. Inga underarter finns listade i Catalogue of Life.